# Popis filmova s najvećom zaradom
Slijedi popis najkomercijalnijih filmova u američkim kinima po desetljeću. Iako je Avatar trenutačno utržio najviše novaca na američkim kino blagajnama, i dalje ga nadmašuje ep Zameo ih vjetar iz 1939. koji je ako uzmemo u obzir inflaciju kino ulaznice zaradio 1,6 milijardi $.

## 1930-ih
Na ljestvici 10 najkomercijalnijih filmova 1930-ih, najuspiješniji film je ujedno najuspiješniji film 20. stoljeća - Zameo ih vjetar, koji je prilagođeno po inflaciji zaradio 1,6 milijardi $ u američkim kinima. Njegov redatelj, Victor Fleming, također je zastupljen još jednim filmom, Čarobnjakom iz Oza. Prvi dugometražni animirani film kinematografije, Disneyjeva Snjeguljica i sedam patuljaka, ujedno je i najkomercijalniji animirani film u povijesti prilagođeno po inflaciji - tek je neznatno manje zaradio od filma Zameo ih vjetar. Među 10 najuspiješnijih nalazi se i jedan horor, Frankenstein, dok je film fantastike King Kong šesti na popisu. Izuzev filma Zameo ih vjetar, nijedan drugi nije osvojio Oscara za najbolji film.
| Rang | Film                            | Zarada        | Zarada prilagođena po inflaciji (2010.) |
| ---- | ------------------------------- | ------------- | --------------------------------------- |
| 1.   | Zameo ih vjetar                 | 198.676.459 $ | 1.618.377.500 $                         |
| 2.   | Snjeguljica i sedam patuljaka   | 184.925.486 $ | 873.090.000 $                           |
| 3.   | Čarobnjak iz Oza                | 16.709.431 $  |                                         |
| 4.   | Frankenstein                    | 12.000.000 $  |                                         |
| 5.   | Tom Sawyer                      | 11.000.000 $  |                                         |
| 6.   | King Kong                       | 10.000.000 $  |                                         |
| 7.   | Gospodin Smith ide u Washington | 9.000.000 $   |                                         |
| 8.   | Hells' Angels                   | 8.000.000 $   |                                         |
| 9.   | Kako biti detektiv              | 5.000.000 $   |                                         |
| 10.  | Ingagi                          | 3.000.000 $   |                                         |

## 1940-ih
Na ljestvici najkomercijalnijih filmova 1940-ih, po prvi puta u povijesti se na prvom mjestu nalazi jedan animirani film, Fantazija Walta Disneyja. Sveukupno su četiri animirana filma tog studija na popisu najuspiješnijih - Fantazija, Pinokio, Bambi i Pjesma s juga (koji je kombinirao igrane s animiranim dijelovima) - dok su ostali igrani filmovi. Od 10 filmova, samo je jedan osvojio Oscara, BAFTA-u i Zlatni globus za najbolji film, Najbolje godine naših života. Iako producent David O. Selznick nije uspio ponoviti ni desetinu uspjeha svojeg hita Zameo ih vjetar, njegov vestern Dvoboj na suncu ipak je zaradio dovoljno da bude među prvih 10 najkomercijalnijih filmova desetljeća.
| Rang | Film                         | Zarada       | Zarada prilagođena po inflaciji (2010.) |
| ---- | ---------------------------- | ------------ | --------------------------------------- |
| 1.   | Fantazija                    | 42.850.000 $ |                                         |
| 2.   | Pinokio                      | 38.976.570 $ |                                         |
| 3.   | Najbolje godine naših života | 23.650.000 $ | 440.550.000 $                           |
| 4.   | Zvona svete Marije           | 21.333.333 $ | 502.588.200 $                           |
| 5.   | Dvoboj na suncu              | 20.408.163 $ | 408.673.500 $                           |
| 6.   | Pjesma sa juga               | 10.000.000 $ |                                         |
| 7.   | Bambi                        | 5.200.000 $  |                                         |
| 8.   | Samson i Dalila              | 5.000.000 $  |                                         |
| 9.   | Ovo je vojska                | 4.000.000 $  |                                         |
| 10.  | Priča o Jolsonu              | 4.000.000 $  |                                         |

## 1950-ih
Na ljestvici 10 najkomercijalnijih filmova 1950-ih čak su četiri animirana filma iz studija Walta Disneyja, s tim da je najuspješniji, Dama i skitnica, ujedno tek drugi animirani film koji je najkomercijalnije ostvarenje nekog desetljeća, nakon Fantazije iz 1940-ih. Od 10 filmova, čak četiri je osvojilo Oscara a tri i Zlatni globus za najbolji film. Cecil B. DeMille redatelj je s dva filma na ljestvici; Deset zapovijedi i Najveća predstava na svijetu. Glumac Charlton Heston tumači glavnu ulogu u čak tri filma: Deset zapovijedi, Ben-Hur i Najveća predstava na svijetu.
| Rang | Film                         | Zarada       | Zarada prilagođena po inflaciji (2010.) |
| ---- | ---------------------------- | ------------ | --------------------------------------- |
| 1.   | Dama i Skitnica              | 93.602.326 $ | 446.436.400 $                           |
| 2.   | Ben-Hur                      | 74.000.000 $ | 784.980.000 $                           |
| 3.   | Pepeljuga                    | 67.000.000 $ |                                         |
| 4.   | Deset zapovijedi             | 65.500.000 $ | 1.049.310.000 $                         |
| 5.   | Trnoružica                   | 51.600.000 $ | 582.135.200 $                           |
| 6.   | Put oko svijeta u 80 dana    | 42.000.000 $ | 517.569.200 $                           |
| 7.   | Petar Pan                    | 40.759.520 $ |                                         |
| 8.   | Južni Pacifik                | 36.800.000 $ |                                         |
| 9.   | Najveća predstava na svijetu | 36.000.000 $ | 480.600.000 $                           |
| 10.  | Odavde do vječnosti          | 30.500.000 $ |                                         |

## 1960-ih
Na ljestvici 10 najkomercijalnijih filmova 1960-ih se nalaze i dva animirana filma iz studija Walta Disneyja, 101 Dalmatinac i Knjiga o džungli. Najuspješniji film desetljeća je mjuzikl, Moje pjesme, moji snovi, a njegova glavna glumica Julie Andrews zastupljena je još jednim filmom na ljestvici, Mary Poppins. Netipično za taj žanr, na ljestvici se nalazi i jedan vestern, Butch Cassidy i Sundance Kid, te četvrti dio iz serijala o Jamesu Bondu, Operacija Grom. Tri filma osvojila su Zlatni globus za najbolji film – komedija ili mjuzikl: Diplomac, Moja draga gospo i Moje pjesme, moji snovi.
| Rang | Film                         | Zarada        | Zarada prilagođena po inflaciji (2010.) |
| ---- | ---------------------------- | ------------- | --------------------------------------- |
| 1.   | Moje pjesme, moji snovi      | 158.671.368 $ | 1.140.747.200 $                         |
| 2.   | 101 Dalmatinac               | 144.880.014 $ | 800.337.200 $                           |
| 3.   | Knjiga o džungli             | 141.843.612 $ | 590.176.100 $                           |
| 4.   | Doktor Živago                | 111.721.910 $ | 994.325.000 $                           |
| 5.   | Diplomac                     | 104.901.839 $ | 685.426.900 $                           |
| 6.   | Mary Poppins                 | 102.272.727 $ | 626.236.400 $                           |
| 7.   | Butch Cassidy i Sundance Kid | 102.308.889 $ | 565.168.400 $                           |
| 8.   | Moja draga gospo             | 72.000.000 $  | 480.600.000 $                           |
| 9.   | Operacija Grom               | 63.595.658 $  | 599.148.000 $                           |
| 10.  | Smiješna djevojka            | 52.223.306 $  |                                         |

## 1970-ih
Na ljestvici 10 najkomercijalnijih filmova 1970-ih po prvi puta se na prvom mjestu nalazi jedan ZF film, Ratovi zvijezda. Četiri filma su komedije − Žalac, Briljantin, Smokey i Bandit i Životinjsko bratstvo − a Steven Spielberg je redatelj zastupljen s čak dva filma, Ralje i Bliski susreti treće vrste. Superman je prva filmska adaptacija superjunaka iz stripa koja je dospjela na ljestvicu 10 najuspiješnijih.
| Rang | Film                          | Zarada        | Zarada prilagođena po inflaciji (2010.) |
| ---- | ----------------------------- | ------------- | --------------------------------------- |
| 1.   | Ratovi zvijezda IV: Nova nada | 460.998.007 $ | 1.426.738.000 $                         |
| 2.   | Ralje                         | 260.000.000 $ | 1.025.911.300 $                         |
| 3.   | Egzorcist                     | 232.671.011 $ | 885.655.000 $                           |
| 4.   | Briljantin                    | 188.389.888 $ | 616.143.200 $                           |
| 5.   | Žalac                         | 156.000.000 $ | 714.034.300 $                           |
| 6.   | Životinjsko bratstvo          | 141.600.000 $ | 479.721.000 $                           |
| 7.   | Kum                           | 134.966.411 $ | 632.169.800 $                           |
| 8.   | Superman                      | 134.218.018 $ | 459.438.600 $                           |
| 9.   | Bliski susreti treće vrste    | 132.088.635 $ | 445.160.100 $                           |
| 10.  | Smokey i Bandit               | 126.737,428 $ | 455.231.700 $                           |

## 1980-ih
Na ljestvici 10 najkomercijalnijih filmova 1980-ih po prvi puta je jedna cijela filmska triologija, ona o Indiana Jonesu. Njen redatelj Steven Spielberg zastupljen je i četvrtim filmom, E.T. Najuspiješnija komedija desetljeća su Istjerivači duhova. Jedini film na ljestvici koji nije ni fantastika niti ZF je Policajac s Beverly Hillsa. Nijedan od 10 filmova nije osvojio Oscara za najbolji film, no E.T. je osvojio Zlatni globus u istoj kategoriji. Glumac Harrison Ford pojavljuje se u čak pet filmova; tri iz serijala o Indiana Jonesu a dva iz serijala o Ratovima zvijezda.
| Rang | Film                                      | Zarada        | Zarada prilagođena po inflaciji (2010.) |
| ---- | ----------------------------------------- | ------------- | --------------------------------------- |
| 1.   | E.T.                                      | 435.110.554 $ | 1.136.253.200 $                         |
| 2.   | Ratovi zvijezda VI: Povratak Jedija       | 309.306.177 $ | 753.415.900 $                           |
| 3.   | Ratovi zvijezda V: Imperij uzvraća udarac | 290.475.067 $ | 786.426.900 $                           |
| 4.   | Batman                                    | 251.188.924 $ | 504.266.500 $                           |
| 5.   | Otimači izgubljenog kovčega               | 242.374.454 $ | 706.016.300 $                           |
| 6.   | Istjerivači duhova                        | 238.632.124 $ | 566.552.200 $                           |
| 7.   | Policajac s Beverly Hillsa                | 234.760.478 $ | 537.871.600 $                           |
| 8.   | Povratak u budućnost                      | 210.609.762 $ | 472.995.700 $                           |
| 9.   | Indiana Jones i posljednji križarski rat  | 197.171.806 $ | 395.826.100 $                           |
| 10.  | Indiana Jones i ukleti hram               | 179.870.271 $ | 428.797.900 $                           |

## 1990-ih
Na ljestvici 10 najkomercijalnijih filmova 1990-ih prvo mjesto zauzeo je Titanic, koji je ujedno osvojio Oscara i Zlatni globus za najbolji film. Netipično za jedno desetljeće, jedan nastavak − Priča o igračkama 2 − zaradio je više novaca na kino blagajnama nego njen prethodnik. To je ujedno prvi računalno animirani film na ljestvici, dok je još jedan klasično animirani film zastupljen na popisu, Kralj lavova. Redatelj Steven Spielberg ponovno je zastupljen jednim filmom - Jurskim parkom - dok je glumac Tom Hanks nastupio u čak dva filma na ljestvici: Priča o igračkama 2 i Forrest Gump. 
| Rang | Film                                   | Zarada        | Zarada prilagođena po inflaciji (2010.) |
| ---- | -------------------------------------- | ------------- | --------------------------------------- |
| 1.   | Titanic                                | 600.788.188 $ | 1.028.050.500 $                         |
| 2.   | Ratovi zvijezda I: Fantomska prijetnja | 431.088.301 $ | 679.454.700 $                           |
| 3.   | Jurski park                            | 357.067.947 $ | 690.508.800 $                           |
| 4.   | Forrest Gump                           | 329.694.499 $ | 629.150.400 $                           |
| 5.   | Kralj lavova                           | 328.541.776 $ | 618.626.700 $                           |
| 6.   | Dan nezavisnosti                       | 306.169.268 $ | 554.843.700 $                           |
| 7.   | Šesto čulo                             | 293.506.292 $ | 461.208.800 $                           |
| 8.   | Sam u kući                             | 285.761.243 $ | 542.550.900 $                           |
| 9.   | Ljudi u crnom                          | 250.690.539 $ | 437.479.600 $                           |
| 10.  | Priča o igračkama 2                    | 245.852.179 $ | 383.170.500 $                           |

## 2000-ih
Na ljestvici 10 najkomercijalnijih filmova 2000-ih nalazi se ZF film Avatar, čiji je redatelj James Cameron već prošlog desetljeća također režirao najkomercijalniji film, Titanic. Čak šest filmova su nastavci − Vitez tame, Shrek 2, Pirati s Kariba: Mrtvačeva škrinja, Transformeri 2, Spider-Man 2 i Gospodar prstenova: Povratak kralja. Izuzev Pasije, svi filmovi su ili iz žanra fantastike ili ZF-a. Ratovi zvijezda su postali jedini filmski serijal čiji je barem jedan nastavak zastupljen na ljestvici 10 najkomercijalnijih filmova kroz raspon od četiri desetljeća.
| Rang | Film                                | Zarada        | Zarada prilagođena po inflaciji (2010.) |
| ---- | ----------------------------------- | ------------- | --------------------------------------- |
| 1.   | Avatar                              | 760.507.625 $ | 779.014.700 $                           |
| 2.   | Vitez tame                          | 533.345.358 $ | 594.999.500 $                           |
| 3.   | Shrek 2                             | 441.226.247 $ | 569.117.900 $                           |
| 4.   | Pirati s Kariba: Mrtvačeva škrinja  | 423.315.812 $ | 517.673.200 $                           |
| 5.   | Spider-Man                          | 403.706.375 $ | 556.572.800 $                           |
| 6.   | Transformeri: Osveta poraženih      | 402.111.870 $ | 431.746.400 $                           |
| 7.   | Ratovi zvijezda III: Osveta Sitha   | 380.270.577 $ | 475.189.900 $                           |
| 8.   | Gospodar prstenova: Povratak kralja | 377.027.325 $ | 492.920.500 $                           |
| 9.   | Spider-Man 2                        | 373.585.825 $ | 481.871.600 $                           |
| 10.  | Pasija                              | 370.782.930 $ | 478.235.800 $                           |

## Vanjske poveznice
- Najkomercijalniji filmovi svih vremena  Arhivirana inačica izvorne stranice od 30. travnja 2007. (Wayback Machine)
- Najkomercijalniji filmovi u svijetu  Arhivirana inačica izvorne stranice od 2. prosinca 2003. (Wayback Machine) na Internet Movie Databaseu